# Anthurium sellowianum
Anthurium sellowianum är en kallaväxtart som beskrevs av Carl Sigismund Kunth. Anthurium sellowianum ingår i släktet Anthurium och familjen kallaväxter. Inga underarter finns listade.